# Serra de Comillini
La Serra de Comillini és una serra termenal entre les comarques de l'Alta Ribagorça i el Pallars Jussà. Pel costat ribagorçà, pertany al terme municipal del Pont de Suert, en territori de l'antic terme de Viu de Llevata; pel pallarès, la serra trepitja dos termes: el de Sarroca de Bellera, al nord, i el de Senterada, al sud.
Està situada just a migdia de la població de Sarroca de Bellera, i separa les valls del riu Bòssia i del riu de Cadolla. A l'extrem occidental de la serra hi ha el poble de Corroncui i una mica més lluny la Beguda d'Adons, i al sud-oest les restes de Corroncui Vell. A migdia de la serra, a la vall del riu de Cadolla, hi ha els pobles de la Bastideta de Corroncui, Pinyana i Cadolla, el darrer pertanyent al terme municipal de Senterada (i la resta, al del Pont de Suert). Al nord-oest, el poble de Perves, del Pont de Suert, i al nord, el ja esmentat de Senterada.
En el vessant oriental de la serra hi ha el dolmen conegut com la Casa Encantada, dins del terme de Senterada. De la Serra de Comillini surt cap al nord, a l'alçada de Sarroca de Bellera, el Serrat del Forn Vell. A l'occidental, es troba el Serrat de Santes Creus, ja a la part ribagorçana.